# Camponotus novogranadensis
Camponotus novogranadensis är en myrart som beskrevs av Mayr 1870. Camponotus novogranadensis ingår i släktet hästmyror, och familjen myror.

## Underarter
Arten delas in i följande underarter:
- C. n. modestior
- C. n. novogranadensis

## Bildgalleri

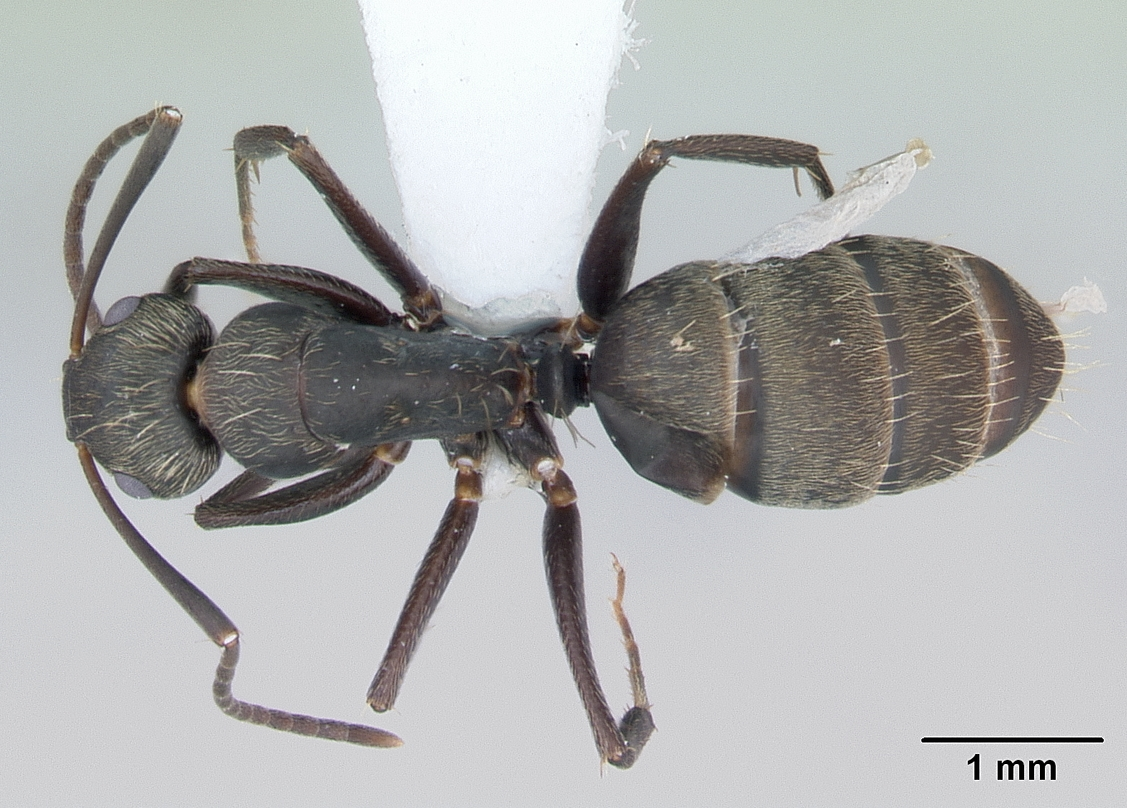
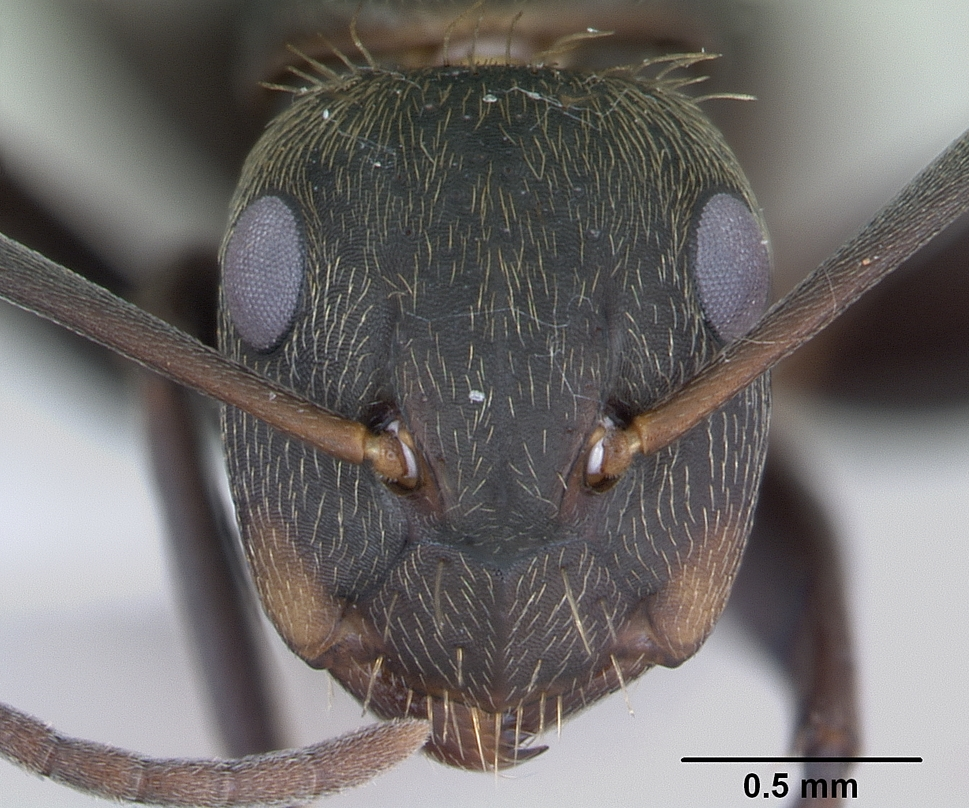
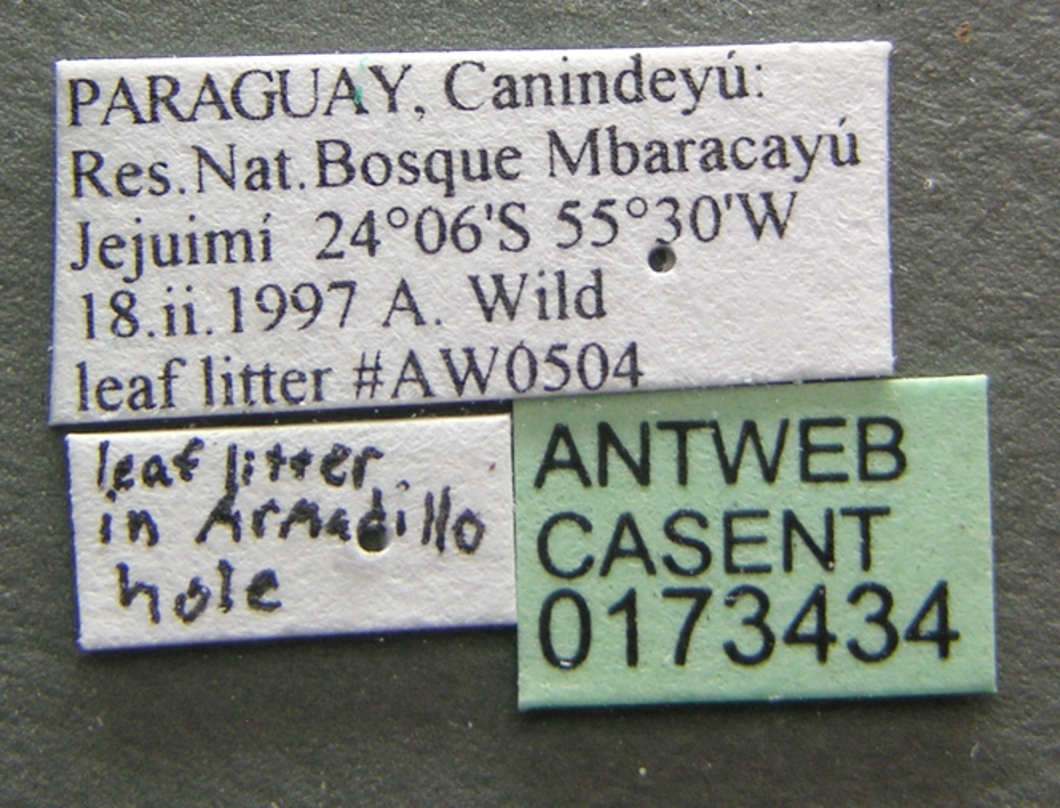
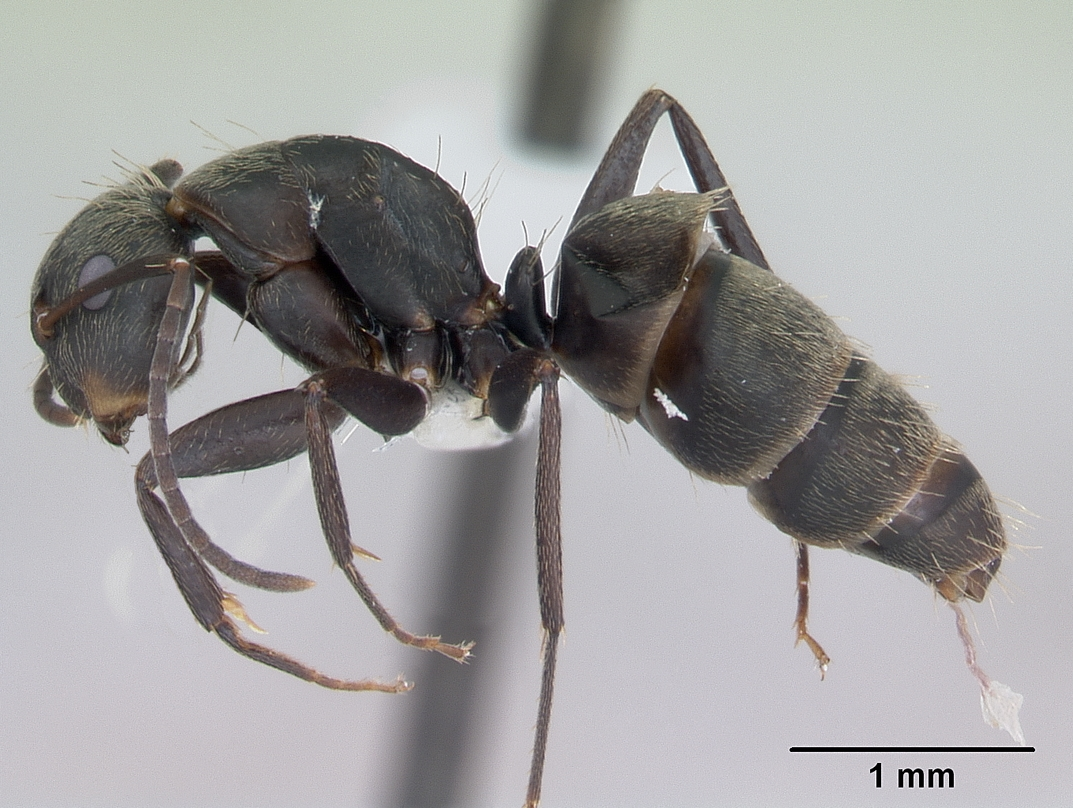